# Lamentação (O Luto de Cristo, Giotto)
Lamentação (O Luto de Cristo) é um afresco pintado c.1305 pelo artista italiano Giotto como parte de seu ciclo da Vida de Cristo nas paredes internas da Capela Scrovegni em Pádua, Itália.